# Chien d'arrêt danois ancestral
Pour les articles homonymes, voir Pointer (chien).
Le chien d'arrêt danois ancestral, également appelé pointer danois ou ancien chien d'arrêt danois, est un chien d'arrêt continental d'origine danoise appartenant au 7e groupe de la Fédération cynologique internationale. Comme la plupart des braque, il n'est pas grand ; c'est toutefois un animal robuste, bien équilibré, aux cuisses musclées, à la tête lourde. Son encolure longue et puissante porte un fanon. Le poil est ras ; la robe est brun et blanc avec quelques mouchetures.

## Historique

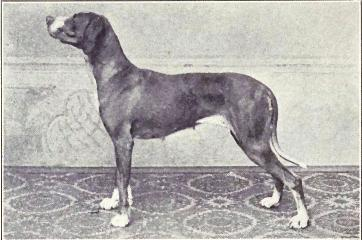
Chien d'arrêt danois ancestral (1915).

L'origine de la race remonterait à 1710 lorsque Morten Bak du Glenstrup, entre les villes de Randers et de Hobro, croise pendant huit générations consécutives des chiens de Bohémiens (ou des chiens errants selon les sources) avec des chiens de ferme de la région. Les chiens de ferme pourraient avoir pour ascendants des chiens de Saint-Hubert et pour les chiens bohémiens de chiens d’arrêt espagnols et également des chiens courants dont le chien de Saint-Hubert. La race est ensuite sélectionnée en race pure sous le nom de chien de Bak. La race est peu connue hors de sa patrie.

## Standards

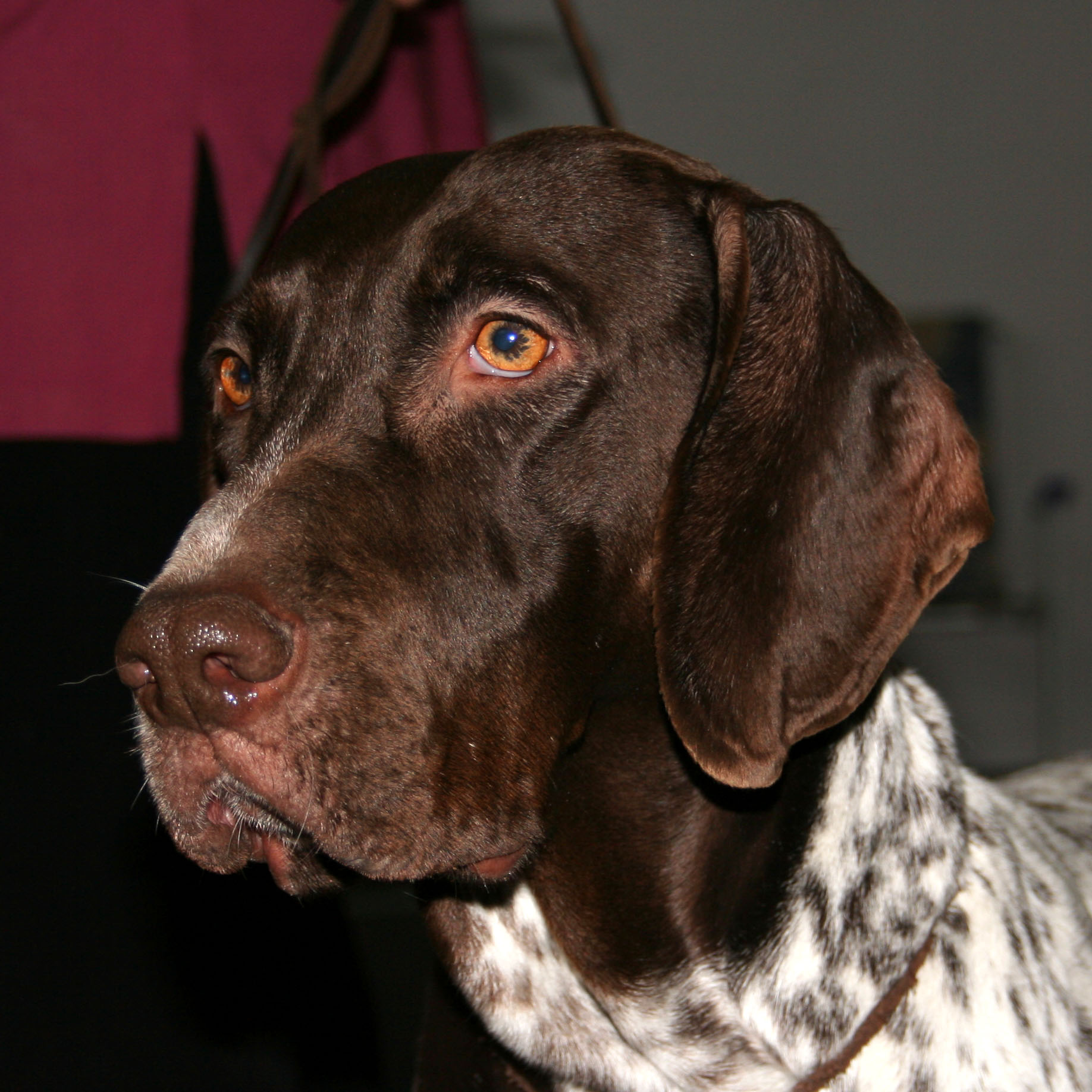
Portrait d'un chien d'arrêt danois ancestral.

Le chien d'arrêt danois ancestral est un chien de taille moyenne et fortement charpenté, dont le corps s'inscrit dans un rectangle. Le dimorphisme sexuel est très marqué : le mâle est puissant et solide, la femelle est de façon caractéristique plus légère et de caractère plus vif. L'encolure est longue avec des fanons. Le poitrail est large et musclé. Les cuisses sont puissantes et bien développées. Assez large à la racine, la queue s'amenuise vers son extrémité. D’une longueur moyenne, elle atteint presque le jarret et est portée naturellement pendante. La tête est courte et large, sans stop prononcé avec un front large. La truffe est couleur foie. Les oreilles sont attachées plutôt bas, larges et légèrement arrondies à leur extrémité. Lorsque l’oreille est étirée vers la truffe, un peu plus du tiers antérieur du museau est dégagé.
Le poil est court et serré, quelque peu dur au toucher. Le poil, régulièrement distribué, doit entièrement couvrir le corps. La couleur est le blanc marqué de marron. Le marron, de préférence foncé, se distribue en quelques grandes plages ou en nombreuses petites mouchetures.

## Caractère
Le caractère du chien d'arrêt danois ancestral est décrit dans le standard FCI comme un chien calme et stable, déterminé et courageux.

## Utilité
Le chien d'arrêt danois ancestral est un chien d'arrêt. À la chasse, il progresse calmement en maintenant toujours le contact avec le chasseur et en travaillant sans provoquer d’agitation inutile sur le terrain. Il s'adapte au petit et au grand gibier.